# الصرحات (بكيل المير)

تعديل مصدري - تعديل

الصرحات هي إحدى قرى عزلة عزمان بمديرية بكيل المير التابعة لمحافظة حجة، بلغ تعداد سكانها 188 نسمة حسب تعداد اليمن لعام 2004.